# Мор Едуард Володимирович
Едуард Володимирович Мор (рос. Эдуа́рд Влади́мирович Мор; нар. 4 жовтня 1977, Селидове) — колишній український, пізніше російський футболіст, що грав на позиції захисника. Відомий за виступами у московському «Спартаку» та ряді інших російських команд вищого та першого дивізіонів, та молодіжну збірну Росії, в Україні грав у вищій та першій лізі за луганську «Зорю» та луцьку «Волинь».

## Клубна кар'єра
Едуард Мор народився у Селидовому, проте заняття футболом розпочав у Сєвєродонецьку, куди на той час переїхали його батьки, в місцевій ДЮСШ, де його першим тренером був Олександр Кучеренко. Продовжив свої заняття футболом Едуард Мор в луганському спортінтернаті, де його тренером був Сергій Горковенко. Після закінчення навчання в спортінтернаті молодий футболіст повернувся до Сєвєродонецька, де розпочав виступи у місцевому «Хіміку», який на той час грав у першій українській лізі. У Сєвєродонецьку Мор грав до кінця 1996 року, запрошувався до київського «Динамо», а з початку 1997 року став гравцем луганської «Зорі», яка на той час уже вибула до першої ліги. У «Зорі» перспективний футболіст виступав лише до кінця 1997 року, а з початку 1998 року став гравцем московського «Спартака», за який, зі слів самого Мора, завжди уболівав та мріяв виступати. Перший рік у московській команді захисник з України провів у дублі, і лише після успішних виступів у основному складі «червоно-білих» на Кубку Співдружності взимку 1999 року головний тренер «Спартака» Олег Романцев перевів Мора до основного складу. За наступні 2 роки відіграв в основному складі «Спартака» 31 матч, та двічі став у його складі чемпіоном Росії, запрошувався до молодіжної збірної Росії, у зв'язку із чим прийняв російське громадянство. Проте до середини 2000 року футболіст поступово втратив місце в основному складі, і керівники клубу вирішили продати його до підмосковного клубу «Сатурн». У команді з Раменського Мор також не завжди потрапляв до основного складу, причиною чого сам футболіст вважає велику кількість легіонерів у команді, деякий час віддавася в оренду до новоросійського «Чорноморця». На початку 2005 року футболіст став гравцем клубу вищої української ліги луцької «Волині», де може вважатися першим російським легіонером за всю її історію. Проте в українській команді Мор зіграв лише 4 матчі у чемпіонаті, та покинув клуб. Пізніше у своїх інтерв'ю футболіст часто критикував головного тренера лучан Віталія Кварцяного, звинувачуючи його у відсутності розуміння тактики гри, та навіть у фізичному насиллі над футболістами. Другу половину 2005 року Едуард Мор провів у клубі «Орел» із однойменного міста, що виступав у першій російській лізі. У 2006 році Мор став гравцем підмосковного клубу «Хімки» із однойменного міста, із якою став переможцем першої російської ліги. Проте у вищий російський дивізіон футболіст не повернувся, а з початку 2007 року став гравцем московського «Торпедо», яке на той час вибуло до першої ліги. Проте у сезоні ще недавно один із лідерів російського футболу зайняв лише 6 місце, і Едуард Мор, зігравши 30 матчів за автозаводців, достроково покинув команду. У 2008 році Едуард Мор грав за білоруський клуб вищої ліги «Вітебськ» із однойменного міста. У 2009 році повернувся до Росії, де став гравцем першолігової команди «Промінь-Енергія» з Владивостока, який і став його останнім професійним клубом. У 2010 році Едуард Мор грав за аматорську команду «Школа М'яча». у 2012 році грав за аматорську команду «Ставровець» із Ставрово Владимирської області, після чого завершив кар'єру футболіста.

## Виступи за збірні
Після переїзду до Москви Едуарду Мору швидко надійшла пропозиція про виступи у складі молодіжної збірної України, і футболісту з приводу цього дзвонив особисто тодішній старший тренер молодіжної збірної Віктор Колотов. Одночасно футболіста почали активно запрошувати і до російської молодіжної збірної. Проте після тривалих роздумів футболіст вибрав пропозицію російської збірної, та прийняв російське громадянство. У російській молодіжній збірній зіграв 5 матчів протягом 1999 року, які одночасно були відбірковими матчами до Олімпійських ігор 2000 року, після чого до збірних Росії не залучався.

## Після завершення футбольної кар'єри
У 2012 році Едуард Мор закінчив московську Вищу школу тренерів, та отримав диплом категорії «В». У 2016 році він заснував Академію любительського футбола Едуарда Мора.
Виступає експертом на телеканалі «Матч ТВ».

## Досягнення
- Чемпіон Росії:

«Спартак» (Москва): 1999, 2000
- Переможець першого дивізіону першості Росії — 2006.